# Richard Koch (Schriftsteller)
Richard Koch (* 8. Juni 1895 in Magdeburg; † 9. August 1970 in München) war ein deutscher Autor von Science-Fiction-Literatur.

## Leben
Richard Koch studierte Mathematik und Naturwissenschaften in Jena, Freiburg im Breisgau und Heidelberg. Nach dem Studium war er jahrelang an einer Sternwarte tätig. An beiden Weltkriegen nahm er als Offizier der Nachrichtentruppe teil.
Im Jahre 1948 wurde er freier Schriftsteller. Er schrieb naturwissenschaftliche Artikel und Kurzgeschichten für Zeitungen und Zeitschriften. 1950 debütierte er mit dem SF-Roman Plan von Polaris. Bis Ende der 1960er Jahre folgten gut zwei Dutzend Romane, die teilweise auch als Heftromane in den Serien Utopia Zukunftsroman, Terra Utopische Romane und Terra Nova erschienen. Neben seinen Erzählungen verfasste er zahlreiche kurze, populärwissenschaftliche Artikel, die in den Heftromanserien Terra Extra und Terra Astra mit abgedruckt wurden (10 Artikel zu Atome für den Frieden, 10 Artikel zu Ausblick ins Jahr 2000 etc.).
1959 wählte ihn die Eurotopia, ein Dachverband deutscher und österreichischer Science-Fiction-Klubs, zu ihrem Präsidenten.

## Bibliografie
- Plan von Polaris (1950)
- Überfall aus dem Weltraum (1950)
- Anti-Atom D172 (1951)
- Unlöschbare Feuer (1952, auch als Flammende Erde, 1958)
- Absolut Null (1953, als H. C. Nulpe)
- Lebende Zukunft (1953, als H. C. Nulpe)
- Der Stein der Weisen (1954)
- Die Erde geht nicht unter (1954, auch als Der drohende Stern)
- Weltraumgespenster (1955)
- Macht aus fernen Welten (1956)
- Der heruntergeholte Stern (1957)
- Flammende Erde (1958)
- Sternenreich Mo (1958)
- Überfall aus dem Weltraum (Utopia 123, 1958, als K. Richards)
- Das Reich in der Tiefe (Terra #166, 1959)
- Der Ring der sechs Welten (1960)
- Spuk auf dem roten Planeten (Terra #427, 1960)
- Ozeano, der Wasserplanet (1961)
- Sonnenfeuer (1961)
- Weltraumfahrt (1961)
- Die lebende Sphinx (Motor im Bild, 1962)
- Das Reich der 11 Planeten (Terra #267, 1963)
- Heimkehr nach 526 Jahren ('Terra #460, 1966)
- Flug in die Antimaterie (Terra #474, 1966)
- Die Mondpyramide (Terra #501, 1967)
- Seelentausch (Terra Nova #56, 1969)